# Konkurs Piosenki Eurowizji Junior 2023
21. Konkurs Piosenki Eurowizji Junior odbył się 26 listopada 2023 w hali Palais Nikaïa w Nicei. Koncert zorganizowała Europejska Unia Nadawców i francuski nadawca France Télévisions.
W konkursie wzięło udział 16 państw. Zwyciężyła Zoé Clauzure, reprezentantka Francji z utworem „Cœur”.

## Lokalizacja

### Miejsce organizacji konkursu
3 kwietnia 2023 poinformowano, że konkurs zostanie rozegrany w hali Palais Nikaïa w Nicei. Było to pierwsze wydarzenie z ramienia Europejskiej Unii Nadawców odbywające się na terenie tego miasta, jak i również drugi Konkurs Piosenki Eurowizji Junior, który odbył się we Francji, po tym w 2021, który został zorganizowany w Paryżu. Palais Nikaïa to hala widowiskowo-sportowa zapewniająca ponad 9 tys. miejsc siedzących i stojących, jednak na konkurs ilość miejsc z powodu umiejscowienia sceny i innych urządzeń technicznych zmniejszyła się do ok. 5 tysięcy.
Uroczysta ceremonia otwarcia konkursu i defilada uczestników odbyły się 20 listopada w hotelu Negresco.

### Proces wyboru miejsca organizacji

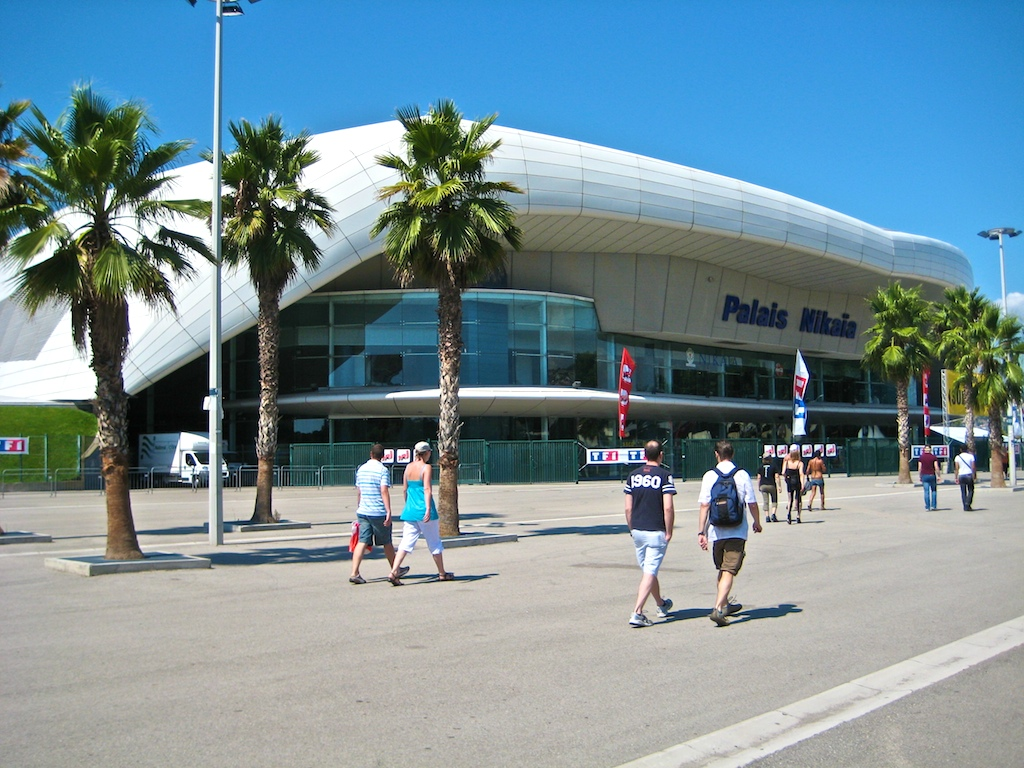
Palais Nikaïa, miejsce organizacji konkursu

W przeciwieństwie do Konkursu Piosenki Eurowizji, w którym wygrywający nadawca publiczny ma pierwszeństwo do organizacji konkursu w kolejnym roku, telewizja triumfująca w Konkursie Piosenki Eurowizji Junior nie otrzymuje automatycznie prawa do organizacji następnego konkursu, mimo to od 2019 corocznie kraj zwycięzcy poprzedniego konkursu staje się organizatorem. Dzięki wygranej w konkursie w 2022 Lissandro, reprezentanta Francji, krajowa delegacja dostała zaproszenie przez EBU do organizacji następnego konkursu, które zostało przyjęte. Chęć przygotowania widowiska w kraju wyraziła wówczas prezeska francuskiego nadawcy oraz prezydentka EBU, Delphine Ernotte Cunci.
EBU potwierdziła, że konkurs odbędzie się we Francji 3 kwietnia 2023, ogłaszając również, że wydarzenie odbędzie się w hali Palais Nikaïa w Nicei w niedzielę, 26 listopada.

## Organizacja

### Projekt graficzny konkursu i sceny
W kwietniu 2023 odświeżono logotyp Konkursu Piosenki Eurowizji Junior, dodając do niego charakterystyczne dla Konkursu Piosenki Eurowizji serce z flagą kraju-organizatora.
10 maja na konferencji prasowej dotyczącej Konkursu Piosenki Eurowizji 2023 zaprezentowano hasło przewodnie konkursu – Heroes (tłum. Bohaterowie), które również towarzyszyło pierwszemu oficjalnemu trailerowi wydarzenia. 29 sierpnia francuska telewizja zaprezentowała oficjalną oprawę graficzną konkursu, nawiązującą do stylu street art, w której słownie zapisany slogan konkursu otoczony jest przez efekty wybuchów farby i pyłu w różnych kolorach, które przystosowano również do barw narodowych każdego uczestniczącego kraju.
27 września w ramach konferencji prasowej organizatorzy udostępnili projekt sceny konkursowej autorstwa Miguela Hernando, składającej się z centralnego elementu o wymiarach 30 metrów szerokości na 12 metrów wysokości otoczonego ekranem LED w kształcie skrzydeł, odzwierciedlającym „chęć odlotu, tworzenia i wyobrażania”, wzdłuż którego znajdują się wybiegi.

### Prowadzący

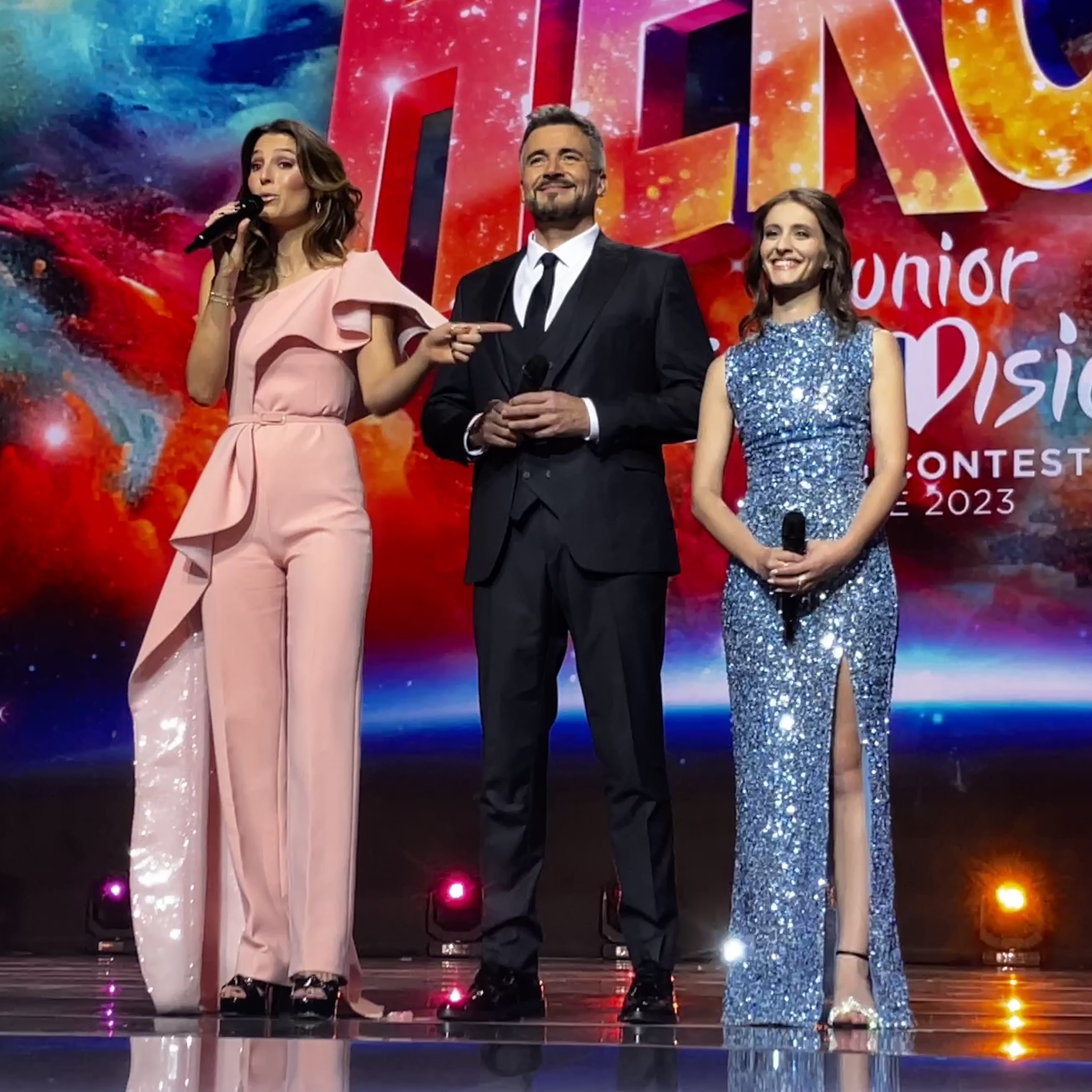
Prowadzący konkurs: Laury Thilleman, Olivier Minne i Ophenya

27 września ogłoszono, że finał konkursu poprowadzą Laury Thilleman i Olivier Minne, który był jednym z prowadzących 19. Konkursu Piosenki Eurowizji Junior, oraz trzecia, nieujawniona osobowość. W październiku potwierdzono doniesienia, jakoby komplet prowadzących dopełnić miała influencerka Ophenya, która została również ogłoszona ambasadorką internetową konkursu; a pod koniec miesiąca podano, że ceremonię otwarcia konkursu poprowadzą: reprezentantka Francji w 17. Konkursie Piosenki Eurowizji Junior – Carla Lazzari oraz Manon Théodet. Podobnie jak w 2021 roku, konkurs był prowadzony w dwóch językach: angielskim i francuskim.

### Kontrowersje

#### Awaria podczas portugalskiego występu
Podczas konkursu wystąpił problem techniczny, w wyniku którego ekran LED nagle się wyłączył pod koniec występu reprezentantki Portugalii, Júlii Machado. Reprezentantka tego kraju otrzymała szansę ponownego występu, ale delegacja portugalska nie zdecydowała się na nią, ponieważ nie miało to wpływu na jej umiejętności wokalne. Wszelkie nagrania opublikowane w EBU w mediach społecznościowych zostały zastąpione materiałem z występu podczas próby jurorskiej, która odbyła się dzień wcześniej.

#### Śledztwo w sprawie finansowania wydarzenia
W czerwcu 2025 Agence France-Presse poinformowała o przełomie w śledztwie prowadzonym przez francuskie organy ścigania w sprawie organizacji i finansowania dwóch wydarzeń, które odbyły się w Nicei w 2023 roku, w tym Konkursu Piosenki Eurowizji Junior. Tymczasowo zatrzymani zostali m.in. mer Nicei Christian Estrosi, jego żona – dziennikarka Laura Tenoudji, oraz prezeska francuskiej telewizji i jednocześnie prezydentka EBU, Delphine Ernotte Cunci. Kontrowersje wzbudziła decyzja o powierzeniu Tenoudji roli współprowadzącej ceremonii otwarcia – media krytykowały jej zaangażowanie w wydarzenie, wskazując m.in. na liczne błędy językowe czy nieprofesjonalne prowadzenie rozmów. Władze podjęły decyzję o wszczęciu postępowania mającego na celu ustalenie, czy przy przyznawaniu środków publicznych mogło dojść do konfliktu interesów. Ostatecznie Estrosi i Ernotte Cunci zostali zwolnieni z aresztu bez postawienia zarzutów, a prawnik mera Nicei wskazał, że intencją zgłoszenia mogła być próba podważenia reputacji jego klienta.

## Kraje uczestniczące
29 sierpnia 2023 EBU opublikowała pełną listę uczestników konkursu. W finale wzięli udział reprezentanci z 16 państw, w tym debiutująca telewizja z Estonii oraz powracający po roku nieobecności nadawca z Niemiec. Z udziału w konkursie wycofały się telewizje z Serbii oraz Kazachstanu. Po raz pierwszy w konkursie udział wziął każdy kraj z tzw. „Wielkiej Piątki” (tj. Niemcy, Francja, Hiszpania, Wielka Brytania i Włochy).

### Finał
EBU udostępniła kolejność startową występów w finale 20 listopada. Wcześniej, w trakcie ceremonii otwarcia konkursu, wylosowany został pierwszy i ostatni występ oraz numer startowy kraju-gospodarza (Francji).
| Lp. | Kraj               | Wykonawca          | Utwór                                         | Język                   | Miejsce | Punkty |
| --- | ------------------ | ------------------ | --------------------------------------------- | ----------------------- | ------- | ------ |
| 1   | Hiszpania          | Sandra Valero      | „Loviu”                                       | hiszpański              | 2       | 201    |
| 2   | Malta              | Yulan              | „Stronger”                                    | angielski               | 10      | 94     |
| 3   | Ukraina            | Anastasija Dymyd   | „Kwitka” (Квiтка)                             | ukraiński, angielski    | 5       | 128    |
| 4   | Irlandia           | Jessica McKean     | „Aisling”                                     | irlandzki               | 16      | 42     |
| 5   | Wielka Brytania    | Stand Uniqu3       | „Back to Life”                                | angielski               | 4       | 160    |
| 6   | Macedonia Północna | Tamara Grujeska    | „Każi mi, każi mi koj” (Кажи ми, кажи ми кој) | macedoński, angielski   | 12      | 76     |
| 7   | Estonia            | Arhanna            | „Hoiame kokku”                                | estoński, angielski     | 15      | 49     |
| 8   | Armenia            | Yan Girls          | „Do It My Way”                                | ormiański, angielski    | 3       | 180    |
| 9   | Polska             | Maja Krzyżewska    | „I Just Need a Friend”                        | polski, angielski       | 6       | 124    |
| 10  | Gruzja             | Anastasia i Ranina | „Over the Sky”                                | gruziński, angielski    | 14      | 74     |
| 11  | Portugalia         | Júlia Machado      | „Where I Belong”                              | portugalski, angielski  | 13      | 75     |
| 12  | Francja            | Zoé Clauzure       | „Cœur”                                        | francuski               | 1       | 228    |
| 13  | Albania            | Viola Gjyzeli      | „Bota ime”                                    | albański                | 8       | 115    |
| 14  | Włochy             | Melissa i Ranya    | „Un mondo giusto”                             | włoski, angielski       | 11      | 81     |
| 15  | Niemcy             | Fia                | „Ohne Worte”                                  | niemiecki, migowy       | 9       | 107    |
| 16  | Holandia           | Sep i Jasmijn      | „Holding On to You”                           | niderlandzki, angielski | 7       | 122    |

## Wyniki
| Wyniki jurorów i internautów | Wyniki jurorów i internautów | Wyniki jurorów i internautów | Wyniki jurorów i internautów | Wyniki jurorów i internautów |
| Miejsce                      | Jurorzy                      | Punkty                       | Internauci                   | Punkty                       |
| ---------------------------- | ---------------------------- | ---------------------------- | ---------------------------- | ---------------------------- |
| 1                            | Francja                      | 136                          | Francja                      | 92                           |
| 2                            | Armenia                      | 116                          | Hiszpania                    | 86                           |
| 3                            | Hiszpania                    | 115                          | Ukraina                      | 83                           |
| 4                            | Wielka Brytania              | 102                          | Niemcy                       | 74                           |
| 5                            | Albania                      | 70                           | Holandia                     | 70                           |
| 6                            | Polska                       | 69                           | Armenia                      | 64                           |
| 7                            | Holandia                     | 52                           | Wielka Brytania              | 58                           |
| 8                            | Malta                        | 51                           | Polska                       | 55                           |
| 9                            | Ukraina                      | 45                           | Gruzja                       | 53                           |
| 10                           | Macedonia Północna           | 37                           | Albania · Portugalia         | 45                           |
| 11                           | Włochy                       | 37                           | Albania · Portugalia         | 45                           |
| 12                           | Niemcy                       | 33                           | Włochy                       | 44                           |
| 13                           | Portugalia                   | 30                           | Estonia · Malta              | 43                           |
| 14                           | Gruzja                       | 21                           | Estonia · Malta              | 43                           |
| 15                           | Irlandia                     | 8                            | Macedonia Północna           | 39                           |
| 16                           | Estonia                      | 6                            | Irlandia                     | 34                           |

### Głosowanie
| Uczestnicy         | Suma punktów | Punkty od internautów | Punkty od jury | Punkty od jury | Punkty od jury | Punkty od jury | Punkty od jury  | Punkty od jury     | Punkty od jury | Punkty od jury | Punkty od jury | Punkty od jury | Punkty od jury | Punkty od jury | Punkty od jury | Punkty od jury | Punkty od jury | Punkty od jury |
| Uczestnicy         | Suma punktów | Punkty od internautów | Hiszpania      | Malta          | Ukraina        | Irlandia       | Wielka Brytania | Macedonia Północna | Estonia        | Armenia        | Polska         | Gruzja         | Portugalia     | Francja        | Albania        | Włochy         | Niemcy         | Holandia       |
| Hiszpania          | 201          | 86                    |                | 6              | 5              |                | 8               | 10                 | 12             | 6              | 2              | 12             |                | 12             | 10             | 12             | 10             | 10             |
| Malta              | 94           | 43                    |                |                | 3              |                | 4               |                    |                | 12             | 3              |                | 7              | 10             | 4              | 6              | 2              |                |
| Ukraina            | 128          | 83                    | 1              |                |                | 3              | 1               | 3                  | 4              |                | 5              | 6              |                |                | 8              | 2              | 7              | 5              |
| Irlandia           | 42           | 34                    |                |                |                |                |                 |                    |                |                |                | 3              | 4              | 1              |                |                |                |                |
| Wielka Brytania    | 160          | 58                    | 10             | 10             | 12             | 4              |                 | 7                  | 6              | 8              | 8              |                | 1              | 4              | 12             | 8              | 5              | 7              |
| Macedonia Północna | 76           | 39                    | 2              | 2              | 2              | 1              |                 |                    |                | 1              | 10             |                | 6              | 5              | 1              |                | 4              | 3              |
| Estonia            | 49           | 43                    |                |                | 1              |                | 2               | 2                  |                |                |                | 1              |                |                |                |                |                |                |
| Armenia            | 180          | 64                    | 3              | 12             | 10             | 2              | 12              | 12                 | 8              |                | 7              | 10             | 2              | 7              | 6              | 5              | 12             | 8              |
| Polska             | 124          | 55                    | 8              | 4              | 7              | 10             | 10              |                    | 2              | 5              |                |                | 8              |                | 3              |                | 6              | 6              |
| Gruzja             | 74           | 53                    | 5              |                |                |                | 3               |                    |                | 4              |                |                | 5              |                |                | 3              | 1              |                |
| Portugalia         | 75           | 45                    | 7              | 5              |                | 6              |                 |                    | 1              |                | 1              | 2              |                | 6              |                |                |                | 2              |
| Francja            | 228          | 92                    | 12             | 8              | 6              | 12             | 6               | 8                  | 10             | 10             | 12             | 5              | 10             |                | 7              | 10             | 8              | 12             |
| Albania            | 115          | 45                    |                |                | 8              | 7              | 7               | 5                  | 5              | 7              | 4              | 4              | 12             | 3              |                | 7              |                | 1              |
| Włochy             | 81           | 44                    | 6              | 3              |                | 5              |                 | 1                  | 3              |                |                | 8              | 3              | 8              |                |                |                |                |
| Niemcy             | 107          | 74                    |                | 1              | 4              |                |                 | 4                  | 7              | 3              |                | 7              |                |                | 2              | 1              |                | 4              |
| Holandia           | 122          | 70                    | 4              | 7              |                | 8              | 5               | 6                  |                | 2              | 6              |                |                | 2              | 5              | 4              | 3              |                |

## Pozostałe kraje
Aby kraj kwalifikował się do potencjalnego udziału w Konkursie Piosenki Eurowizji Junior, musi być aktywnym członkiem Europejskiej Unii Nadawców. Nie wiadomo, czy Europejska Unia Nadawców wysyła zaproszenia do udziału wszystkim pięćdziesięciu sześciu  aktywnym członkom, tak jak ma to miejsce w kwestii Konkursu Piosenki Eurowizji.

### Aktywni członkowie EBU
- Azerbejdżan – 1 sierpnia 2023 azerski nadawca İTV potwierdził, że nie weźmie udziału w konkursie nie podając przy tym powodu swojej decyzji[59]. 21 listopada 2023 szefowa działu medialnego azerskiej delegacji na Konkurs Piosenki Eurowizji Ilakha Dadasheva, stwierdziła że nadawca woli skupić się na udziale w Konkursie Piosenki Eurowizji 2024, ale nie wyklucza swojego udziału w przyszłych edycjach[60][61].
- Belgia – 16 czerwca 2023 waloński nadawca Radio-télévision belge de la Communauté française (RTBF) poinformował, że nie powróci do konkursu z powodu braku zainteresowania wśród widzów[62]. Flamandzki nadawca Vlaamse Radio- en Televisieomroeporganisatie (VRT) także przyznał, że nie planuje zorganizować powrotu Belgii do konkursu, nie wyjaśniając jednak dlaczego[63].
- Czechy – 1 czerwca 2023 szef prasy czeskiej delegacji Ahmad Halloun potwierdził, że krajowy nadawca ČT nie zadebiutuje podczas tegorocznego konkursu ze względu na chęć skupienia środków na udział w Konkursie Piosenki Eurowizji 2024[64].
- Dania – 12 grudnia 2022 kierownik działu dziecięcego nadawcy DR Marlene Boel stwierdziła, że nic nie wskazuje na to by Dania wróciła do udziału w konkursie w 2023 roku ponieważ stacja „nie posiada zainteresowania komercyjnym programem dla dzieci”[65].
- Finlandia – 25 maja 2023 dyrektor fińskiego nadawcy Yle ds. programów dziecięcych Markku Mastomäki potwierdził, że Finlandia nie zadebiutuje w konkursie. Decyzja ta wynika głównie z kwestii zasobów, a konkretnie z rosnących kosztów i ograniczeń finansowych nadawcy[66].
- Norwegia – 3 grudnia 2022 szef norweskiej delegacji na Konkurs Piosenki Eurowizji Stig Karlsen potwierdził, że Norwegia nie weźmie udziału w konkursie w najbliższej przyszłości, co jest spowodowane sytuacją finansową nadawcy oraz obecnym formatem konkursu, który, jak określił Karlsen, jest „zbyt surowy” dla dzieci[67]. Oficjalne potwierdzenie braku udziału, argumentowane jest odwołaniem tegorocznej edycji potencjalnego programu preselekcyjnego MGPjr w celu poprawy formatu, zostało to podane do informacji publicznej 13 grudnia 2022 roku[68][68].
- Serbia – 1 sierpnia 2023 redaktor naczelna sektoru rozrywki serbskiego nadawcy Radio-Televizija Srbije (RTS) Olivera Kovačević potwierdziła wycofanie się Serbii z udziału w konkursie ze względu na brak środków finansowych[69][70].
- Szwajcaria – 26 maja 2023 przedstawicielka prasowa włosko-języcznego szwajcarskiego nadawcy Radiotelevisione svizzera (RSI) Joanne Holder udzieliła komentarza, w którym poinformowała że SRG SSR nie powróci na konkurs w 2023 ze względu na wysokie koszty, które wszystkie cztery stacje należące do SRG SSR nie są w stanie pokryć, jednak w razie gdyby sytuacja zmieniła się w przyszłości nie zamykają oni drzwi na powrót[71][72].

Poniższe kraje potwierdziły, że nie planują powrócić do udziału w konkursie w 2023 bez podania przyczyny:

- Bułgaria – BNT[73]
- Cypr – CyBC[74][75]
- Izrael – KAN[76][77]
- Litwa – LRT[78][79]
- Łotwa – LTV[80][81]
- Mołdawia – TRM[82]
- Rumunia – TVR[83][84]
- San Marino – SMRTV[85]
- Słowenia – RTVSLO[86]
- Szwecja – SVT[87]

Poniższe kraje potwierdziły, że nie planują debiutować podczas konkursu w 2023 bez podania przyczyny:
- Austria – ORF[88]
- Islandia – RÚV[89]
- Luksemburg – RTL Télé Lëtzebuerg[90]
- Słowacja – RTVS[91]

### Stowarzyszeni członkowie EBU
- Australia – 2 sierpnia 2023 australijscy nadawcy Australian Broadcasting Corporation (ABC) i Special Broadcasting Service (SBS) potwierdzili że nie wezmą udziału w konkursie w 2023[92]. Poinformowali również, że nie planują go transmitować[93].
- Kazachstan – 6 czerwca 2023 dyrektor ds. współpracy międzynarodowej i dystrybucji nadawcy Khabar Danijar Tussupbekow potwierdził wycofanie się z udziału w konkursie[94]. Poinformowano również, że nadawca jest otwarty na transmisję konkursu na żywo[95]. 9 czerwca przedstawiciele stacji ujawnili, że powodem rezygnacji są „uwarunkowania wewnętrzne”, a Khabar skupi się na zorganizowaniu najlepszych warunków do powrotu kraju w 2024[96].

### Członkowie spoza EBU
- Białoruś – 1 lipca 2021 białoruski nadawca Biełteleradyjokampanija (BTRC) został wykluczony z Europejskiej Unii Nadawców na okres trzech lat[97][98][99], co powoduje, że BTRC będzie mogła wziąć udział najwcześniej w 2024, chyba że EBU zdecyduje się na wcześniejsze przywrócenie członkostwa[100].
- Liechtenstein – 9 sierpnia 2022 krajowy nadawca 1FLTV poinformował, że nie będzie ubiegać się o członkostwo w Europejskiej Unii Nadawców w przyszłości[101], przez co nie będzie miał możliwości zadebiutować w konkursie.
- Rosja – 26 lutego 2022, dzień po wykluczeniu kraju z udziału w konkursie w 2022 w świetle rosyjskiej inwazji na Ukrainę, poinformowano o wyjściu z EBU wszystkich trzech stacji pochodzących z Rosji (Pierwyj kanał, RTR i Radio Dom Ostankino), co uniemożliwia udział Rosji w konkursie dopóki stacje dołączą do EBU ponownie[102].

## Sekretarze, nadawcy publiczni i komentatorzy

### Sekretarze
Punkty krajów, które nie dostarczyły własnych rzeczników, zostały ogłoszone przez uczniów miejscowych szkół.

1. Hiszpania – Juan Diego Álvarez (sekretarz Hiszpanii w konkursie w 2022)[103]
2. Malta – Gaia Gambuzza (reprezentantka Malty w konkursie w 2022)[104]
3. Ukraina – Złata Dziuńka (reprezentantka Ukrainy w konkursie w 2022)[105]
4. Irlandia – Louisa McKean
5. Wielka Brytania – Charlie Poissenot
6. Macedonia Północna – Sofya Lyubinskaya
7. Estonia – Iris Ashton
8. Armenia – Lino Mercier
9. Polska – Gabriela Wojciechowicz[106]
10. Gruzja – Mariam Bigwawa (reprezentantka Gruzji w konkursie w 2022)[107]
11. Portugalia – Chloé Baldakar
12. Francja – Enzo(inne języki) (reprezentant Francji w 2021)[108]
13. Albania – Julia Wazne
14. Włochy – Giulia Moulay
15. Niemcy – Vivienne Craig
16. Holandia – Luna (reprezentantka Holandii w konkursie w 2022)[109]

### Komentatorzy
Poniższy spis uwzględnia nazwiska komentatorów poszczególnych nadawców publicznych transmitujących widowisko.
Kraje uczestniczące w konkursie
- Albania – Andri Xhahu(inne języki) (RTSH 1)[110][111]
- Armenia – Hamlet Arakelian(inne języki) i Hraczuhi Utmazian(inne języki) (H1)[112]
- Estonia – estoński: Marko Reikop (ETV2), rosyjski: Aleksandr Hobotow i Julia Kalenda (ETV+)[113][114][115]
- Francja – Stéphane Bern, Carla Lazzari (France 2)[116][117]
- Gruzja – Nikoloz Lobiladze (1TV)[118][119]
- Hiszpania – Julia Varela i Tony Aguilar(inne języki) (La 1, TVE Internacional, TVE 4K(inne języki))[120][121]
- Holandia – Bart Arens(inne języki), Matheu Hinzen(inne języki) (NPO Zapp(inne języki), NPO 3)[122][123]
- Irlandia – Sinéad Ní Uallacháin(inne języki) (TG4)[124]
- Macedonia Północna – Eli Tanaskowska (MRT 1)[125]
- Malta – brak komentatora (TVM)[126][127]
- Niemcy – Consi(inne języki) (Kika)[128]
- Polska – Aleksander Sikora (TVP1, TVP Polonia, TVP ABC)[129][130]
- Portugalia – Nuno Galopim i Iolanda Ferreira (RTP1, RTP Internacional(inne języki), RTP África(inne języki))[131]
- Ukraina – Timur Mirosznyczenko (Suspilne Kultura)[132][133]
- Wielka Brytania – Lauren Layfield(inne języki) i Hrvy (BBC Two, CBBC, BBC iPlayer)[134]
- Włochy – Mario Acampa (Rai 1)[135][136]

Kraje nieuczestniczące w konkursie
- Kazachstan – Jerdana Jerżanuły i Dinara Sadu (Khabar TV)[137][138]
- Litwa – Ramūnas Zilnys (LRT Televizija)[139][140]